# Balibo (Festung)

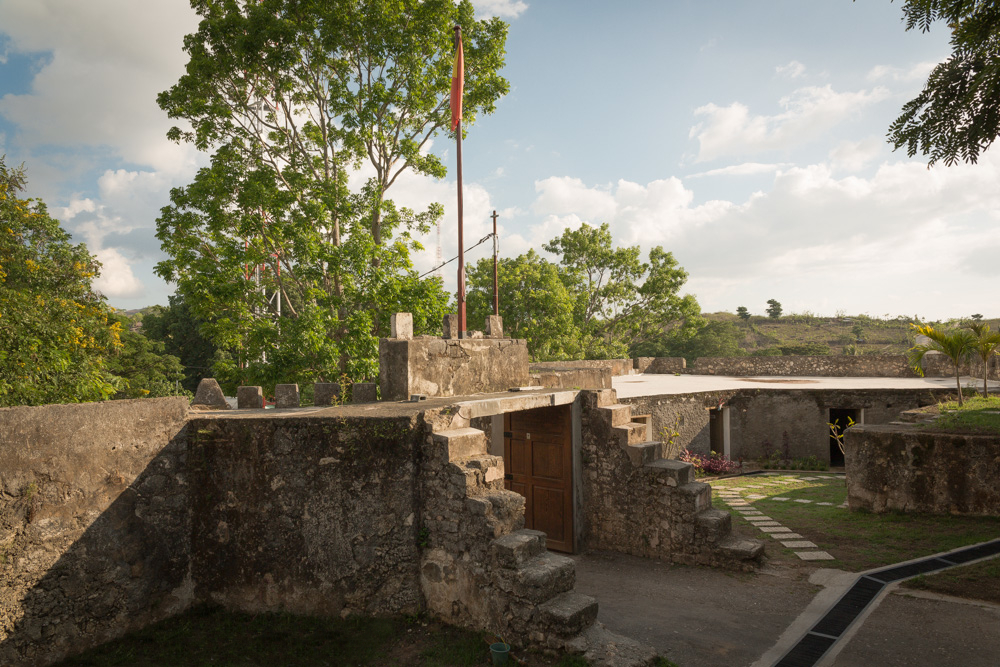
Haupteingang zur Festung von Balibo

Die Festung von Balibo (portugiesisch Tranqueira de Balibó) ist ein portugiesisches Fort aus dem 17. Jahrhundert im osttimoresischen Balibo. Die verputzten Steinwälle bilden in etwa ein Pentagon. Die Festung war mit Kanonen ausgestattet, von denen einige heute noch zu sehen sind.

## Geschichte

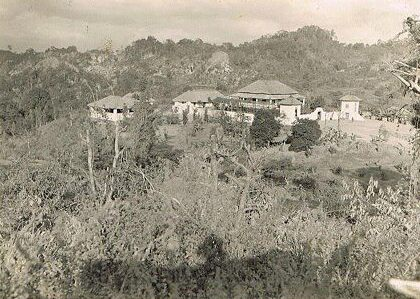
Die Festung in den 1930er Jahren

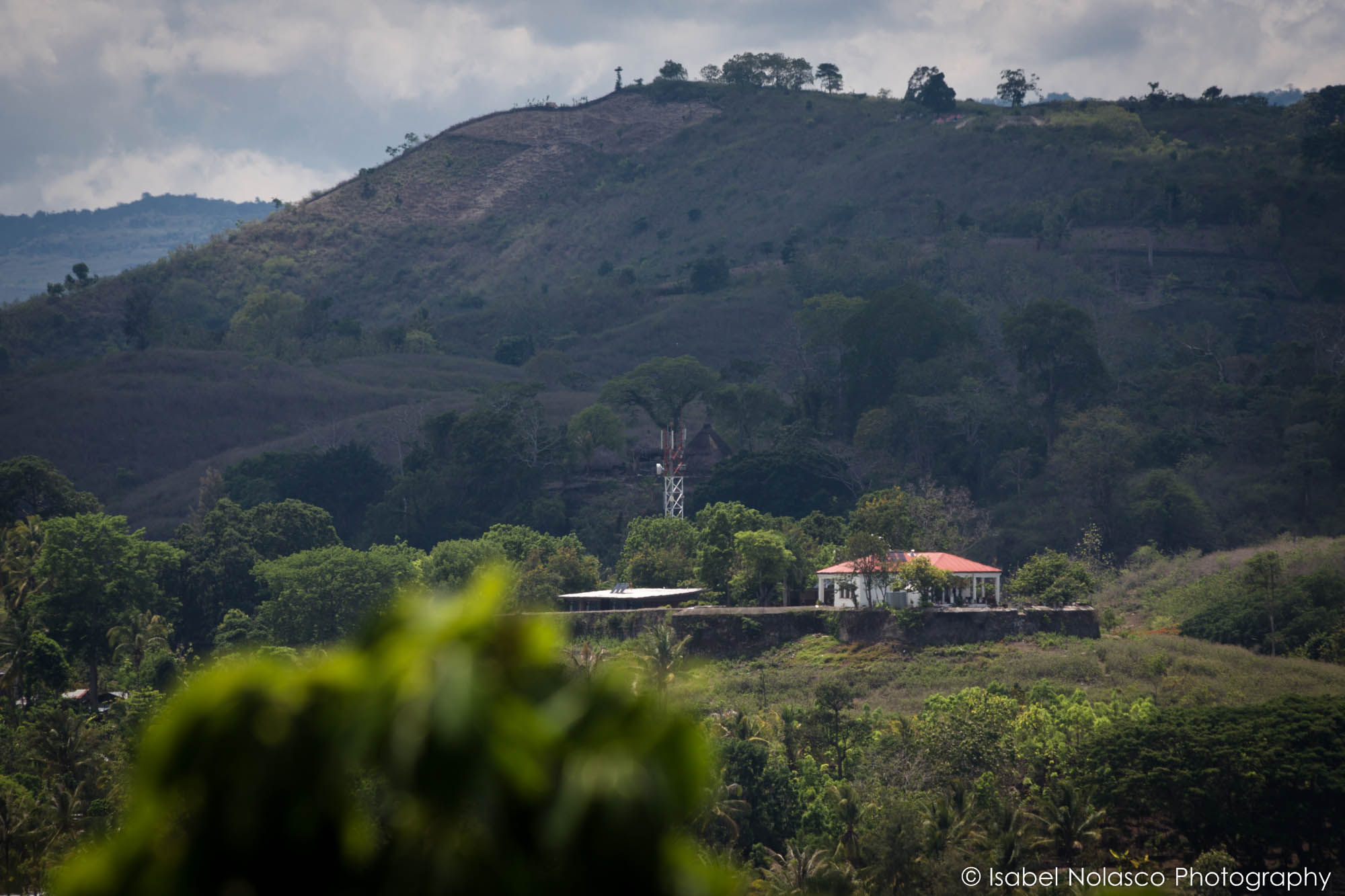
Die Festung 2015

Die Festung in Balibo wurde zwischen 1645 und 1665 errichtet, womit sie eine der ältesten Kolonialfestungen in Osttimor ist. Neben dem kleineren Fort Reduto do Conselheiro Jacinto Cândido im nahe gelegenen Batugade aus dem Jahre 1655 sicherte die Festung die Westgrenze der Kolonie Portugiesisch-Timor zu dem niederländisch dominierten Westtimor. Die Festung diente bis ins 20. Jahrhundert als Militärposten der portugiesischen Kavalleriegruppe Fronteira. In der Festung wurde in den 1920er Jahren ein Wohnhaus gebaut, das zum Wohnsitz des lokalen Kolonialverwalters wurde.
Anfang Oktober 1975 begann Indonesien mit der Besetzung der Grenzgebiete Portugiesisch-Timor. Diese Einfälle Indonesiens dienten zur Vorbereitung der eigentlichen Invasion am 7. Dezember 1975. Die Verteidigung Balibos übernahm Francisco Ruas Hornay, ein ehemaliger Soldat der portugiesischen Kolonialarmee. Die koloniale Festung wurde zum Schauplatz mehrerer Gefechte, doch am 16. Oktober fiel Balibo. An diesem Tag wurden im Ort fünf ausländische Fernsehjournalisten, die sogenannten Balibo Five, durch indonesische Soldaten ermordet. Sie hatten von der alten Festung aus, den Einmarsch indonesischer Streitkräfte gefilmt und wurden von den Soldaten hingerichtet. Das sogenannte „Australian Flag house“, wo die Reporter wohnten, liegt außerhalb der Festung, am Hauptplatz Balibos.
1999 wurde die indonesische Besatzung des Landes beendet und die INTERFET (International Force for East Timor), eine internationale Schutztruppe unter australischer Führung übernahm die Funktion als Ordnungsmacht. Die Festung wurde zum Stützpunkt von 1000 Mann der UN-Truppen. Am 20. Dezember gab Kylie Minogue im Rahmen ihrer Tour of Duty series of concerts hier ein Konzert für die UN-Angehörigen.
Von 2013 bis 2015 wurde die Festung renoviert, darunter die Gefängniszellen und das Munitionslager. Am 20. März 2015 wurden in der Festung ein Kulturzentrum und Museum, ein Hotel und im ehemaligen Haus des Verwalters ein Restaurant eröffnet. Im Gelände befindet sich außerdem ein Sendemast.

## Galerie

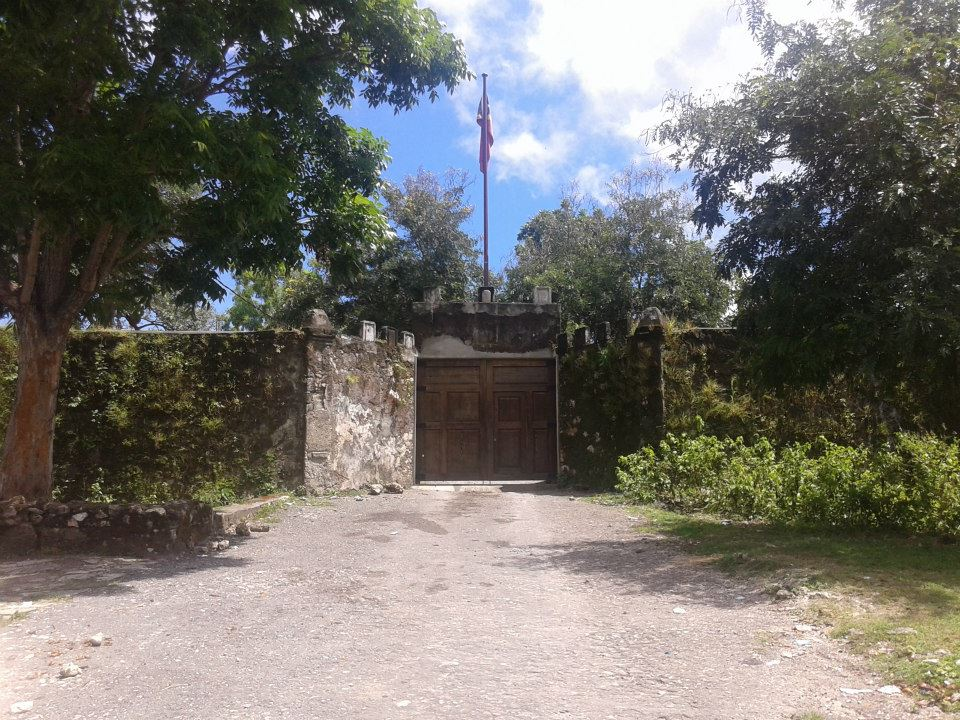
Vor dem Haupttor
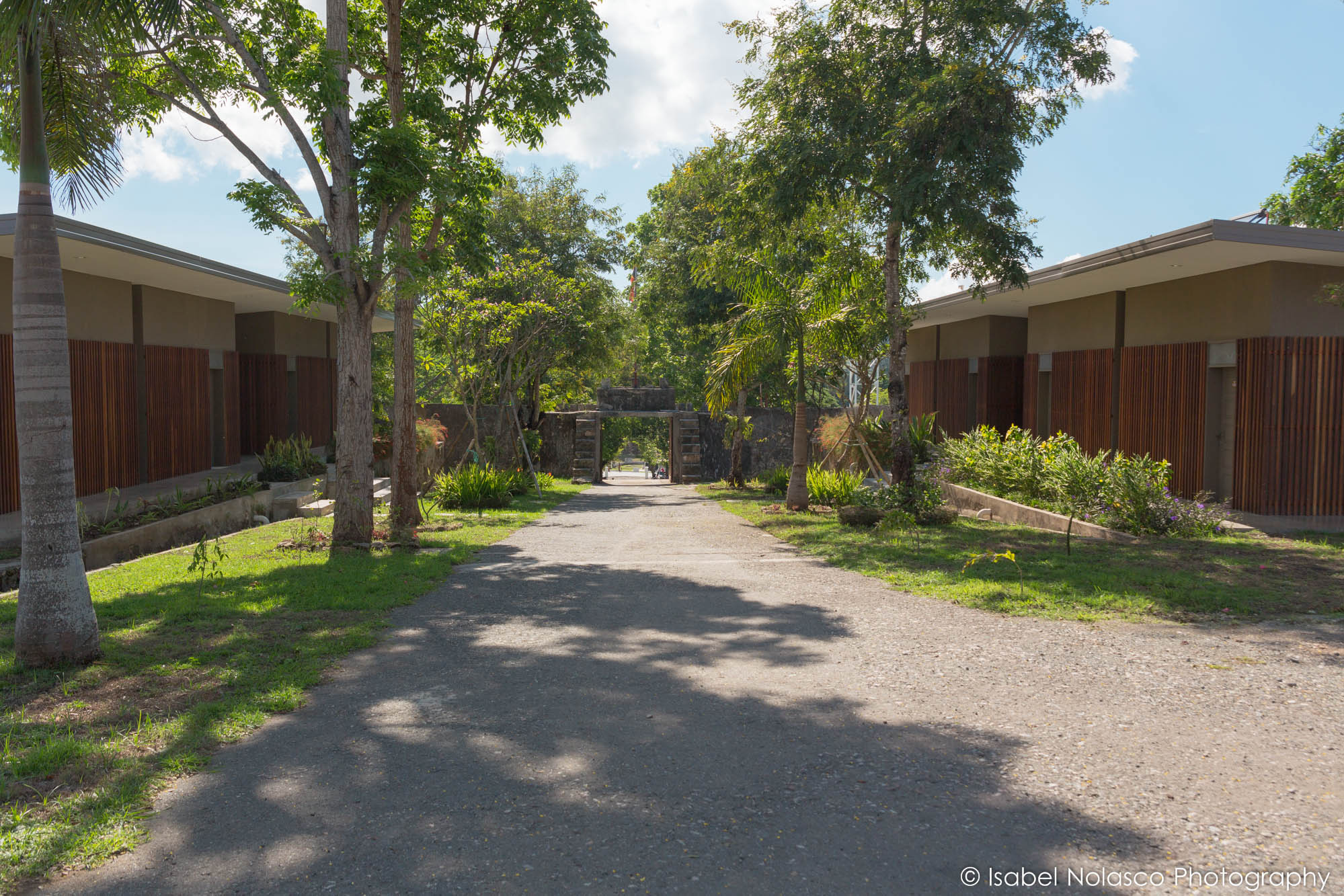
In der Festung
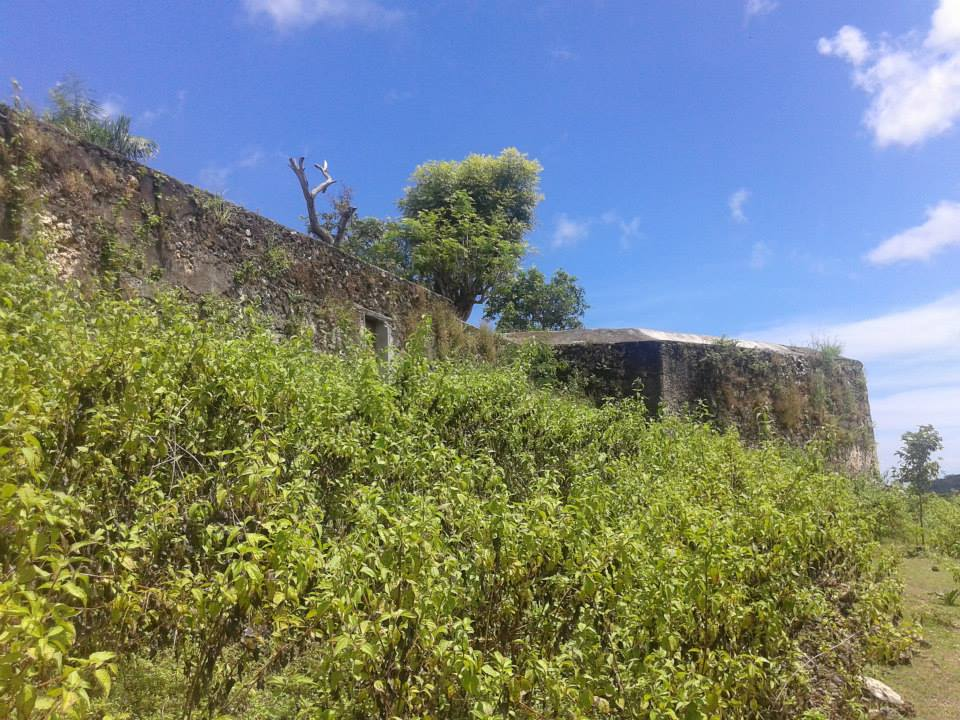
Rechte Seite der Festung
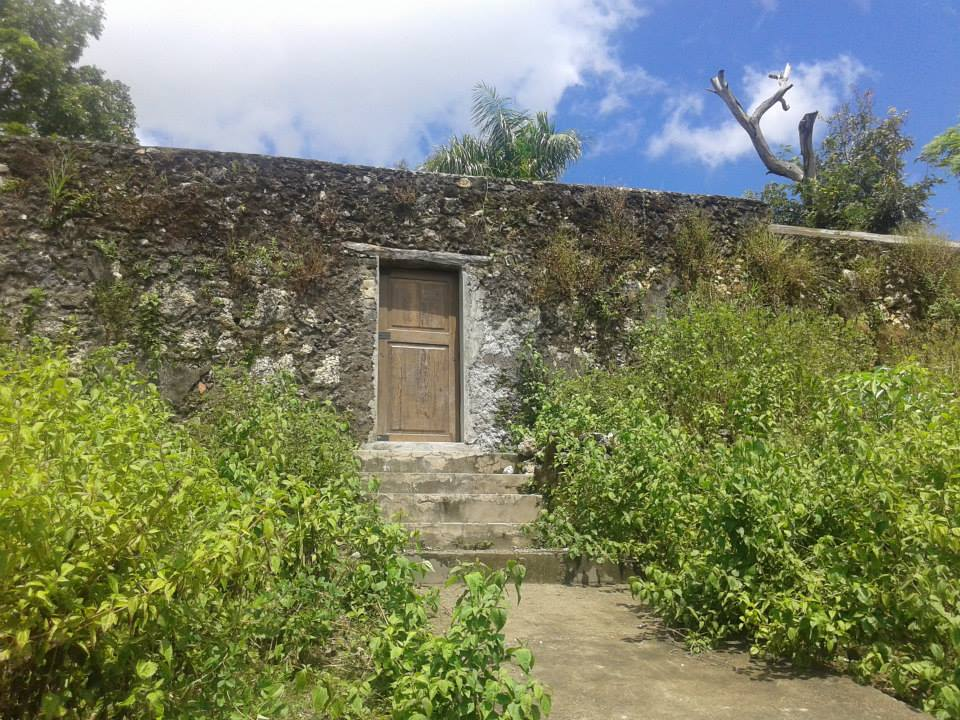
Eingang an der rechten Seite
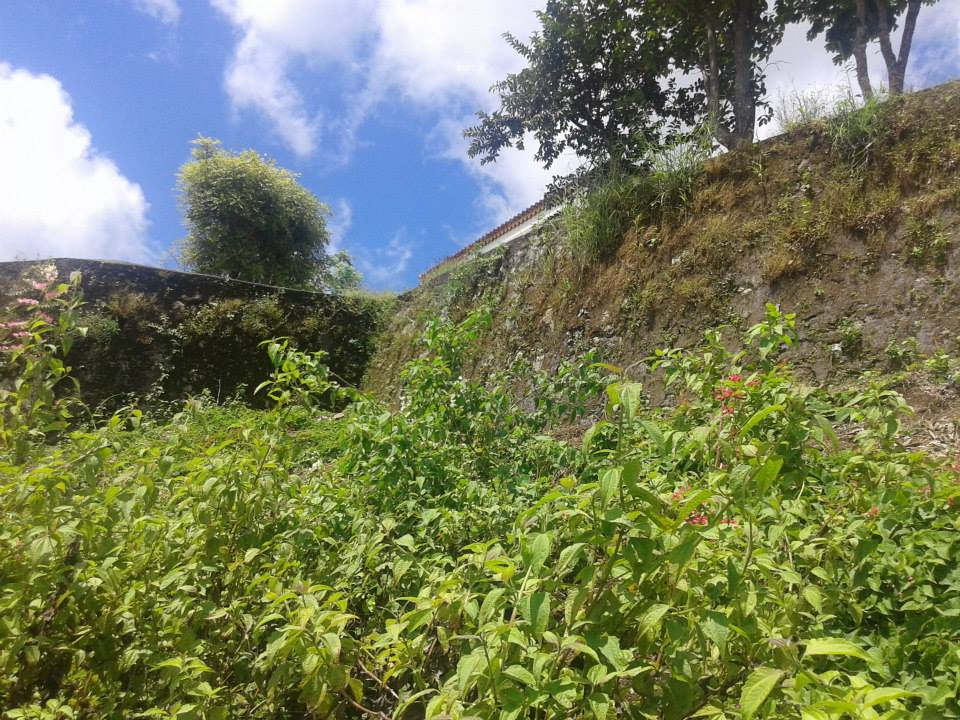
Linke Seite
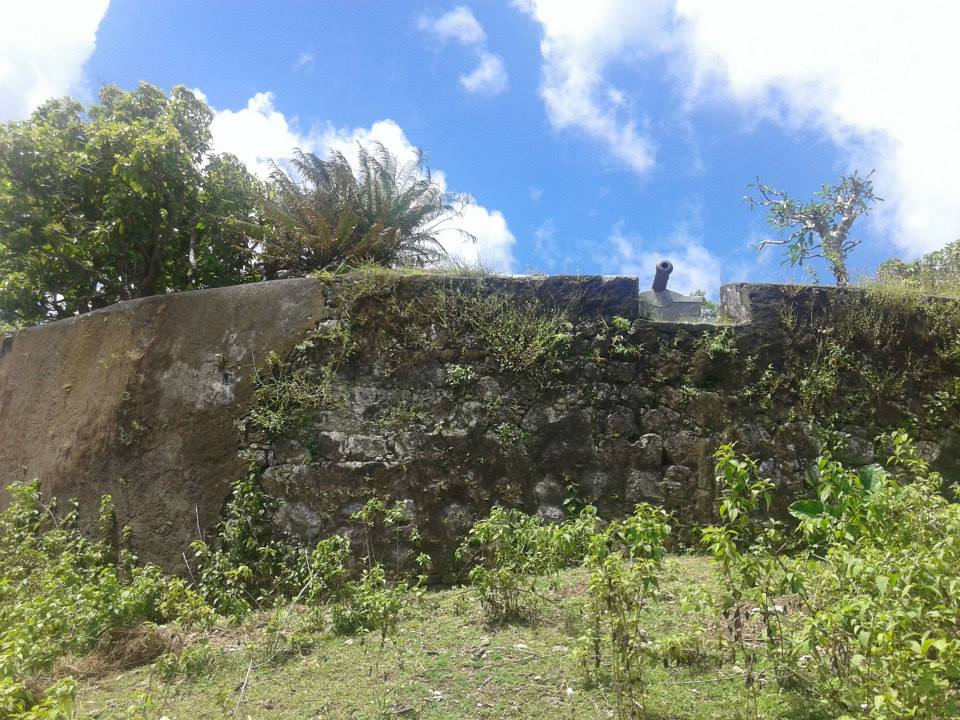
Rückseite
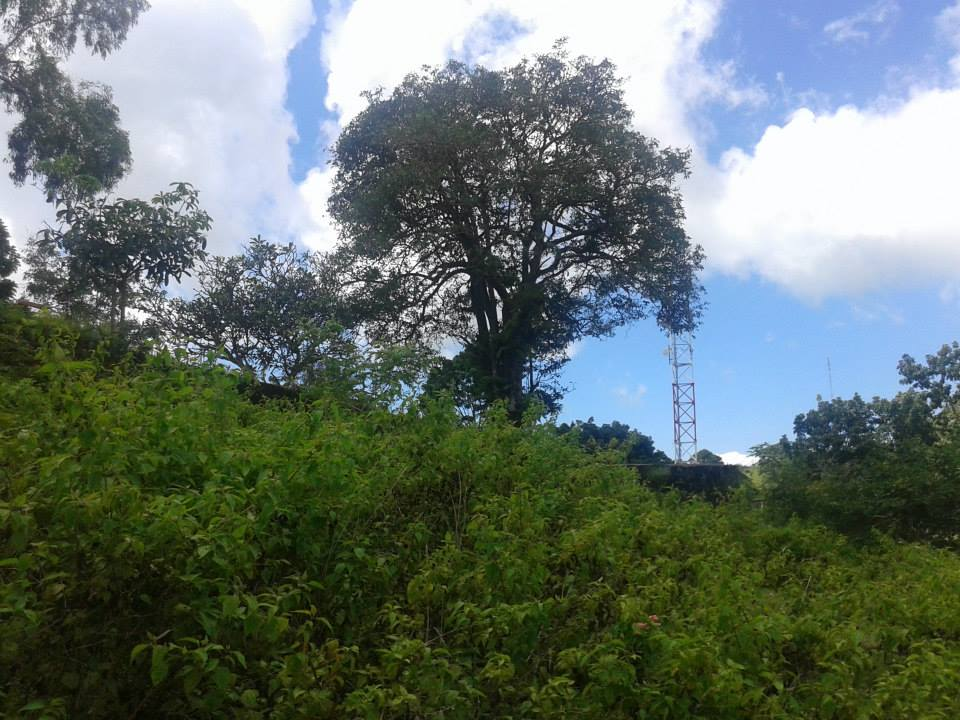
Der Sendemast in der Festung
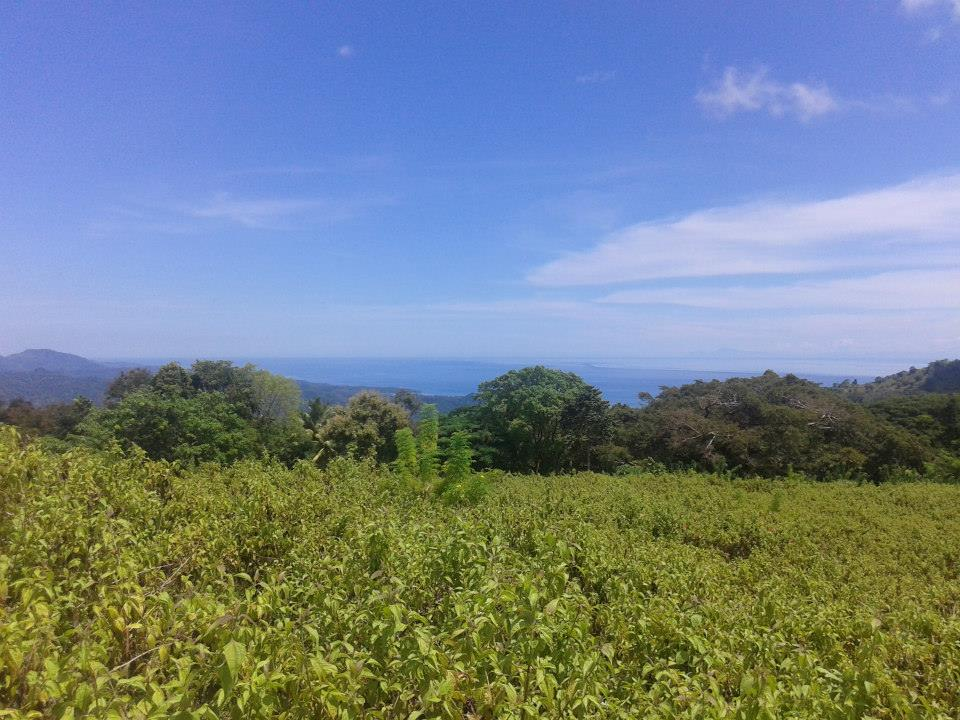
Blick von der Festung auf das Meer